# John Burke (Bischof)
John Burke (* 13. März 1896 in Dublin, Irland, Vereinigtes Königreich Großbritannien und Irland; † 24. Juli 1970) war ein irischer römisch-katholischer Geistlicher.
Burke wurde am 21. Juni 1921 zum Priester geweiht. Nach dem Rücktritt von Silvestro Patrizio Mulligan OFMCap, Erzbischof von Delhi und Simla, am 16. August 1950 ernannte Papst Pius XII. ihn zum Apostolischen Administrator. Ein Amt, das er bis zur Ernennung von Joseph Alexander Fernandes zum Erzbischof innehatte. 
Papst Johannes XXIII. teilte am 4. Juni 1959 das Erzbistum Delhi und Simla in ein Erzbistum Delhi, dessen Leitung der bisherige Erzbischof, Joseph Alexander Fernandes, übernahm, und ein Bistum Simla. Gleichzeitig ernannte der Papst Burke zum ersten Bischof von Simla. Valerian Gracias, Erzbischof von Bombay, weihte ihn am 1. November 1959 zum Bischof. Mitkonsekratoren waren Joseph Alexander Fernandes, Erzbischof von Delhi, und Vivian Anthony Dyer, Koadjutor-Erzbischof von Kalkutta. Papst Paul VI. benannte das Bistum Simla am 12. Mai 1964 in Bistum Simla und Chandigarh um und entsprechende änderte sicher der Titel von Burke. Am 3. August 1966 nahm der Papst den Rücktritt von Burke an und ernannte ihn zum Titularbischof von Bononia. 
Burke nahm an den ersten drei Sitzungsperioden des Zweiten Vatikanischen Konzils als Konzilsvater teil.